# Elsa Támez
Elsa Támez (México, D. F.; 1951) es una teóloga y biblista mexicana, residente en Costa Rica por más de 40 años. 

## Formación
Durante su infancia y hasta los 15 años de edad residió en Monterrey, en una casa modesta. No se consideraba a sí misma como "pobre", porque "todos los niños de su barrio vivían en las mismas condiciones de pobreza". Junto con sus 7 hermanos hacía parte de la Iglesia Presbiteriana. En 1969 decidió estudiar Teología, pero en ese entonces en México era imposible que una mujer fuera aceptada, por lo que decidió viajar a Costa Rica y estudiar en el  Seminario Bíblico Latinoamericano. En 1973 se graduó como bachiller en la Universidad Nacional. En 1975 se casó con José Duque. En 1979 obtuvo la licenciatura en Teología. En 1985 se graduó en Literatura y Lingüística con una tesis sobre el Cantar de los Cantares aun inédita y, en 1990 obtuvo el doctorado en Biblia de la Universidad de Lausanne, con la tesis de grado Contra toda condena: La justificación por la fe desde los excluidos.

## Teología
Según ella misma, al llegar a Costa Rica, se impuso la tarea de vivir la fe "fuera de las paredes del templo", descubrió al Dios de los pobres, "el rostro del Dios misericordioso que se indigna frente a la injusticia y opresión y opta por los excluidos de la sociedad" y entró en contacto con la teología de la liberación. En 1974 redactó y publicó un diccionario griego-español y luego, conjuntamente con Irene Foulkes, publicó el Diccionario conciso griego-español del Nuevo Testamento (1978).  Desde su época de estudiante ha hecho parte del Departamento Ecuménico de Investigaciones DEI. Es además profesora de Biblia de la Universidad Bíblica Latinoamericana y consultora de traducciones para las Sociedades Bíblicas Unidas.
Las vivencias personales y teológicas que experimentó durante los años difíciles de guerras civiles en Nicaragua, El Salvador y Guatemala la llevaron a reflexionar sobre la vida como tema fundamental y a publicar en 1978 el libro La hora de la vida: lecturas bíblicas. En 1979 publicó La Biblia de los oprimidos: la opresión en la teología bíblica.
Posteriormente centró su reflexión en las mujeres a partir del libro La sociedad que las mujeres soñamos: nuevas relaciones varón-mujer en un nuevo orden económico (1979). En 1986 publicó en un libro la serie de entrevistas Teólogos de la liberación hablan sobre la mujer. En 2001 redactó Jesús y las mujeres valientes y, en 2003 fue publicada la primera edición del libro Las mujeres en el movimiento de Jesús, el Cristo (Consejo Latinoamericano de Iglesias, 2003), una obra que profundiza sen la lectura bíblica desde una perspectiva feminista, reeditada en 2006 por las Sociedades Bíblicas Unidas. En 2005 publicó Luchas de poder en los orígenes del cristianismo: un estudio de la primera carta a Timoteo (Editorial Sal Terrae), que cuestiona el patriarcalismo dentro de la Iglesia. Afirmó que la Biblia debe leerse "a la luz de una realidad más inclusiva y a tono con el espíritu del texto, en el cual el amor y la gracia de Dios están por encima de los valores culturales patriarcales".
Reflexionó sobre la hegemonía del modelo neoliberal en escritos como Cuando los horizontes se cierran: relectura del libro de Eclesiastés o Qohélet (1998), El dios del mercado versus el Dios de la gracia (2000), Bajo un cielo sin estrellas: lecturas y meditaciones bíblicas (2001), El Mensaje Escandaloso de Santiago: La Fe sin Obras Esta Muerta (2002) y No discriminen a los pobres. Lectura latinoamericana de la Carta de Santiago (2008).

## Reconocimientos
2019 Doctorado honoris causa por la Universidad Johannes Gutenberg-Universität Mainz 
2016 Doctorado honoris causa por la Comunidad Teológica de México, Chiapas, México